# Berga (Saksonia-Anhalt)
Berga – miejscowość i gmina w Niemczech, w kraju związkowym Saksonia-Anhalt, w powiecie Mansfeld-Südharz, wchodzi w skład gminy związkowej Goldene Aue.
W 1944 r. obóz pracy przy budowie sztolni dla niemieckiego przemysłu wojennego. Była tu m.in. więziona kilkudziesięcioosobowa grupa jeńców amerykańskich, ponadto jeńcy rosyjscy oraz Żydzi.